# Leena Peltonen-Palotie
Leena Peltonen-Palotie, född 16 juni 1952 i Helsingfors, död 11 mars 2010 i Helsingfors, var en finländsk genforskare. År 2009 belönades hon för sitt arbete med den finländska hederstiteln akademiker.
Palotie och hennes forskargrupp identifierade flera genförändringar i samband med olika sjukdomar. Forskningsresultaten gav ny information om de grundläggande mekanismerna bakom många sjukdomar.
År 1994 utsågs hon av Finlands yrkeskvinnors förbund till Årets kvinna.
Enligt en undersökning från början av 2000-talet var Palotie, vid sidan om Teemu Selänne, den tredje mest välkända finländaren bland amerikaner.
Bara Paavo Nurmi och Jorma Ollila var mer välkända.
Natten mot torsdagen den 11 mars 2010 avled Leena Peltonen-Palotie i skelettcancer. Hon blev 57 år gammal. Hon är begravd på Sandudds begravningsplats i Helsingfors.